# Улица Комарова (Казань)
У́лица Комаро́ва — улица в микрорайоне Танкодром Советского района города Казани.

## Расположение
Начинается от пересечения с улицей Курчатова и заканчивается пересечением с Танковой улицей у Танкового кольца. По левой стороне улицы идёт озеленённый спуск к танковому оврагу с одноимённой улицей.

## История
Название улица получила согласно нормативному акту от 24.01.1968 № 61 в честь лётчика-космонавта дважды Героя Советского Союза В. М. Комарова (1927—1967), погибшего в апреле 1967 года при полёте на космическом корабле «Союз-1».
Застраивалась в конце 60-х годов XX века в преддверии развития расположенного неподалёку крупнейшего «спального района» Горки Приволжского района города. Имеет многоэтажную застройку (5-этажные «хрущевки») только по правой чётной стороне.
| Многоэтажная жилая застройка | Многоэтажная жилая застройка | Многоэтажная жилая застройка | Многоэтажная жилая застройка |
| № дома                       | Год постройки                | Количество этажей            |                              |
| ---------------------------- | ---------------------------- | ---------------------------- | ---------------------------- |
| 2/3                          |                              | 5                            |                              |
| 4                            | 1968                         | 5                            |                              |
| 8                            | 1970                         | 5                            |                              |
| 10                           | 1969                         | 5                            |                              |
| 14                           | 1970                         | 5                            |                              |
| 16                           | 1968                         | 5                            |                              |
| 18                           | 1968                         | 5                            |                              |
| 20                           | 1969                         | 5                            |                              |
| 24                           | 1969                         | 5                            |                              |

## Инфраструктура
Улица с двухсторонним движением по одной полосе в каждую сторону. На улице расположены детский сад № 333 «Теремок», гимназия № 90 и отделение паспортного стола в  доме 14.
Транспортная доступность обеспечивается автобусами 4, 5, 47, 68, 69а, 79, 85 и троллейбусами 8, 9, 12. Остановки на улице: «Латышских стрелков», «Комарова», «Карбышева», «Танковая».